# 中共皖浙赣省委驻地旧址
中共皖浙赣省委驻地旧址位于中国安徽省黄山市休宁县汪村镇石屋坑村。这是一座三层楼房，皖浙赣省委于1936年4月成立后设于此处，至1937年1月离开。
2014年，中共皖浙赣省委驻地旧址进行维修。2019年10月7日，中共皖浙赣省委驻地旧址公布为全国重点文物保护单位。